# أحمد شوقي (ممثل)
أحمد شوقي (29 مارس 1928 – 6 مارس 1984 )، ممثل مصري.

## المسيرة الفنية
تخرج في معهد التمثيل العالي وكان من أوائل دفعته، ومن مؤسسي فرقة المسرح الحر الذي يؤرخ بها للمسرح في مصر، بدأ حياته الفنية منذ عام 1954، بفيلم الظلم حرام، والذي قام ببطولته عددًا كبيرًا من الفنانين من بينهم؛ شادية، وإسماعيل يس، وكيتي، وعماد حمدي، وماجدة، لتتوالى عليه بعد ذلك الأعمال.
كان أحمد شوقي يصب تركيزه على المسلسلات الدينية والاجتماعية بالتليفزيون منها مسلسل محمد رسول الله، الكعبة المشرفة، أصابع الزمن، الإمام مالك، على هامش السيرة وغيرها.
الجزء الأهم والأكبر في مسيرته كان في المسرح، أسس في بداياته فرقة المسرح الحر، الذي يؤرخ بها للمسرح في مصر، وشارك في بطولة العديد من المسرحيات من بينها؛ زقاق المدق، والناس اللي تحت، ومراتي نمرة 11، والمغناطيس. وقام بالتركيز في رسالة المسرح المدرسي لإعداد الطلبة ذو المواهب، واكتشافهم وتوجيههم، حتى أصبح مديرًا للمسرح المدرسي بوزارة التربية والتعليم خلفًا للفنانين عدلي كاسب وصلاح منصور، ووصل إلى منصب وكيل وزارة التربية والتعليم.

## وصلات خارجية
- أحمد شوقي على موقع قاعدة بيانات الأفلام العربية